# Ballasalla
Ballasalla (Manx Balley Sallagh, wörtlich: Ort der Weidenbäume) ist ein Dorf im Süden der Isle of Man nahe der ehemaligen Hauptstadt der Insel Castletown.

## Geschichte
Zwischen dem 12. und dem 16. Jahrhundert befand sich hier die Zisterziensermönchsabtei Rushen Abbey, deren Ruinen noch heute sichtbar sind.

## Verkehr
Direkt südlich des Ortes befindet sich der Ronaldsway-Flughafen Isle of Man, Sitz der Fluggesellschaft Citywing.

## Persönlichkeiten
- Felix Ready (1872–1940), General der British Army